# Tablet OS
Tablet OS e операционната система на продукта на Nokia Internet tablet Nokia 770, 800 и 810.
Базирана е на ядрото на Linux, и някои от приложенията за PC работят и на него.